# United States Basketball League 2003
La stagione USBL 2003 fu la diciottesima della United States Basketball League. Parteciparono 9 squadre divise in due gironi.
Rispetto alla stagione precedente si aggiunsero due nuove franchigie, i Texas Rim Rockers e i Westchester Wildfire. I St. Louis SkyHawks sospesero l'attività, mentre i Florida Sea Dragons e i St. Joseph Express si sciolsero.

## Squadre partecipanti
- Adir. Wildcats
- Brevard Blue Ducks
- Brooklyn Kings
- Dodge City Legend
- Kansas Cagerz
- Oklahoma Storm
- Penn. ValleyDawgs
- Texas Rim Rockers
- Westch. Wildfire

## Classifiche

### Eastern Division
| Squadra                  | V  | P  | %    | GB |
| ------------------------ | -- | -- | ---- | -- |
| Pennsylvania ValleyDawgs | 23 | 7  | 76,7 | -  |
| Westchester Wildfire     | 19 | 11 | 63,3 | 4  |
| Adirondack Wildcats      | 16 | 14 | 53,3 | 7  |
| Brooklyn Kings           | 12 | 18 | 40,0 | 11 |
| Brevard Blue Ducks       | 6  | 24 | 20,0 | 17 |

### Midwest Division
| Squadra             | V  | P  | %    | GB |
| ------------------- | -- | -- | ---- | -- |
| Dodge City Legend C | 25 | 5  | 83,3 | -  |
| Oklahoma Storm      | 17 | 13 | 56,7 | 8  |
| Kansas Cagerz       | 15 | 15 | 30,0 |    |
| Texas Rim Rockers   | 2  | 28 | 6,7  | 23 |

## Play-off

### Quarti di finale
| 27 giugno | Pennsylvania ValleyDawgs | 122 – 116 | Brooklyn Kings |  |

| 27 giugno | Westchester Wildfire | 97 – 94 | Kansas Cagerz |  |

| 27 giugno | Oklahoma Storm | 143 – 135 (d.1t.s.) | Adirondack Wildcats |  |

| 27 giugno | Dodge City Legend | 127 – 103 | Brevard Blue Ducks |  |

### Semifinali
| 28 giugno | Pennsylvania ValleyDawgs | 106 – 104 | Westchester Wildfire |  |

| 28 giugno | Dodge City Legend | 106 – 100 (d.1t.s.) | Oklahoma Storm |  |

### Finale
| 29 giugno | Dodge City Legend | 97 – 96 (d.1t.s.) | Pennsylvania ValleyDawgs |  |

### Tabellone
|  | Quarti di finale | Quarti di finale | Quarti di finale |              |            | Semifinali  | Semifinali | Semifinali |  |  | Finale | Finale | Finale |  |
|  |                  |                  |                  |              |            |             |            |            |  |  |        |        |        |  |
|  | 1                | Dodge City       | 1                |              |            |             |            |            |  |  |        |        |        |  |
|  | 1                | Dodge City       | 1                |              |            |             |            |            |  |  |        |        |        |  |
|  | 8                | Brevard          | 0                |              |            |             |            |            |  |  |        |        |        |  |
|  | 8                | Brevard          | 0                |              | 1          | Dodge City  | 1          |            |  |  |        |        |        |  |
|  |                  |                  |                  |              | 1          | Dodge City  | 1          |            |  |  |        |        |        |  |
|  |                  |                  | 4                | Oklahoma     | 0          |             |            |            |  |  |        |        |        |  |
|  | 5                | Adirondack       | 4                | Oklahoma     | 0          | 0           |            |            |  |  |        |        |        |  |
|  | 5                | Adirondack       |                  |              |            |             |            |            |  |  |        |        |        |  |
|  | 4                | Oklahoma         | 1                |              |            |             |            |            |  |  |        |        |        |  |
|  | 4                | Oklahoma         | 1                |              | Dodge City | Dodge City  | 1          |            |  |  |        |        |        |  |
|  |                  |                  |                  |              |            |             |            |            |  |  |        |        |        |  |
|  |                  |                  | Pennsylvania     | Pennsylvania | 0          |             |            |            |  |  |        |        |        |  |
|  | 3                | Westchester      | Pennsylvania     | Pennsylvania | 0          | 1           |            |            |  |  |        |        |        |  |
|  | 3                | Westchester      |                  |              |            |             |            |            |  |  |        |        |        |  |
|  | 6                | Kansas           | 0                |              |            |             |            |            |  |  |        |        |        |  |
|  | 6                | Kansas           | 0                |              | 3          | Westchester | 0          |            |  |  |        |        |        |  |
|  |                  |                  |                  |              | 3          | Westchester | 0          |            |  |  |        |        |        |  |
|  |                  |                  | 2                | Pennsylvania | 1          |             |            |            |  |  |        |        |        |  |
|  | 7                | Brooklyn         | 2                | Pennsylvania | 1          | 0           |            |            |  |  |        |        |        |  |
|  | 7                | Brooklyn         |                  |              |            |             |            |            |  |  |        |        |        |  |
|  | 2                | Pennsylvania     | 1                |              |            |             |            |            |  |  |        |        |        |  |

## Vincitore
| Campione USBL 2003            |
| ----------------------------- |
| Dodge City Legend (2º titolo) |

## Statistiche
| Categoria             | Giocatore      | Squadra                  | Stat |
| --------------------- | -------------- | ------------------------ | ---- |
| Punti per gara        | Lenny Cooke    | Brooklyn Kings           | 28,8 |
| Rimbalzi per gara     | Antonio Smith  | Dodge City Legend        | 11,3 |
| Assist per gara       | Kareem Reid    | Pennsylvania ValleyDawgs | 9,6  |
| Palle rubate per gara | Lenny Cooke    | Brooklyn Kings           | 2,8  |
| Stoppate per gara     | Ousmane Cissé  | Brevard Blue Ducks       | 3,0  |
| FG%                   | Keith Closs    | Pennsylvania ValleyDawgs | 69,2 |
| FT%                   | David Graves   | Dodge City Legend        | 89,4 |
| 3FG%                  | Darrin Hancock | Dodge City Legend        | 47,6 |

## Premi USBL
- USBL Player of the Year: Albert Mouring, Oklahoma Storm[6]
- USBL Coach of the Year: Cliff Levingston, Dodge City Legend
- USBL Defensive Player of the Year: Kevin Freeman, Westchester Wildfire
- USBL Sixth Man of the Year: David Graves, Dodge City Legend
- USBL Rookie of the Year: Lenny Cooke, Brooklyn Kings
- USBL Executive of the Year: Tom Nelson, Dodge City Legend
- USBL Postseason MVP: Darrin Hancock, Dodge City Legend
- All-USBL First Team
  - Kareem Reid, Pennsylvania ValleyDawgs
  - Albert Mouring, Oklahoma Storm
  - Ace Custis, Pennsylvania ValleyDawgs
  - Darrin Hancock, Dodge City Legend
  - Johnny Jackson, Kansas Cagerz
- All-USBL Second Team
  - Lenny Cooke, Brooklyn Kings
  - Olden Polynice, Pennsylvania ValleyDawgs
  - Kevin Freeman, Westchester Wildfire
  - Lee Benson, Kansas Cagerz
  - Antonio Smith, Dodge City Legend
- USBL All-Defensive Team
  - Kareem Reid, Pennsylvania ValleyDawgs
  - Tim Winn, Pennsylvania ValleyDawgs
  - Immanuel McElroy, Dodge City Legend
  - Kevin Freeman, Westchester Wildfire
  - Johnny Jackson, Kansas Cagerz
- USBL All-Rookie Team
  - David Graves, Dodge City Legend
  - Lenny Cooke, Brooklyn Kings
  - Bingo Merriex, Texas Rim Rockers
  - Anthony Glover, Brooklyn Kings
  - Ousmane Cissé, Brevard Blue Ducks